# Paul Burke (Erfinder)
Paul Burke ist ein Filmtechniker und Erfinder, der mit dem Technical Achievement Award, einem Oscar für technische Verdienste, ausgezeichnet wurde.

## Berufliches
Gemeinsam mit Don Trumbull, Jonathan Erland und Stephen C. Fog wurde Burke für das Design und die Entwicklung eines leistungsstarken Blue-Flux-Projektors „Blue Max“ für matte Kompositfotografie (Matt-Composite-Fotografie) auf Reisen mit einem Technical Achievement Award ausgezeichnet wurde. Burke war ebenso wie Erland, Trumbull und Fog bei John Dykstra und Industrial Light & Magic tätig und arbeitete später in dessen Firma für Spezialeffekte, Apogee, Inc. Dort war er mit neuen Entwicklungen betraut und machte sich verdient, was auch seine Auszeichnung widerspiegelt. Neben dem Patent für den Flux-Projektor zur Verwendung in der Kompositfotografie reichte Burke diverse weitere Erfindungen ein, für die er ein Patent erhielt. Darunter befinden sich zahlreiche Patente, die anderen Bereichen zuzuordnen sind, als der, für die er mit einem Oscar geehrt wurde. In den Jahren 2001 bis 2003 reichte er seine Erfindungen für Burke Display Systems, Inc., ein, in den Jahren davor auch für andere Firmen als Apogee.

## Auszeichnung (Auswahl)
Technical Achievement Award 1985 für Paul Burk, gemeinsam mit Don Trumbull, Jonathan Erland und Stephen C. Fog „For the design and development of the ‚Blue Max‘ high-power, blue-flux projector for traveling matte composite photography“